# FC Cape Town
Football Club Cape Town w skrócie FC Cape Town – południowoafrykański klub piłkarski grający niegdyś w południowoafrykańskiej drugiej lidze, mający siedzibę w mieście Kapsztad.

## Stadion
Domowe mecze klub rozgrywał na stadionie o nazwie NNK Rugby Stadium w Parrow, w dzielnicy Kapsztadu. Stadion może pomieścić 5000 widzów.

## Reprezentanci kraju grający w klubie
Źródło.
| - Lyle Lakay - Jabu Mahlangu - Asavela Mbekile - Mlungisi Mbunjana - Prince Nxumalo - Patrick Kifu Apataki - Seydouba Soumah - Francisco Ondo - Gérôme Heutchou | - Léandre Tawamba - Jimmy Zakazaka - Maleagi Ngarizemo - Efraim Tjihonge - Emmanuel Emenike - Hassan Wasswa - Marshall Munetsi - Conrad Whitby |